# Paolo Fornaciari

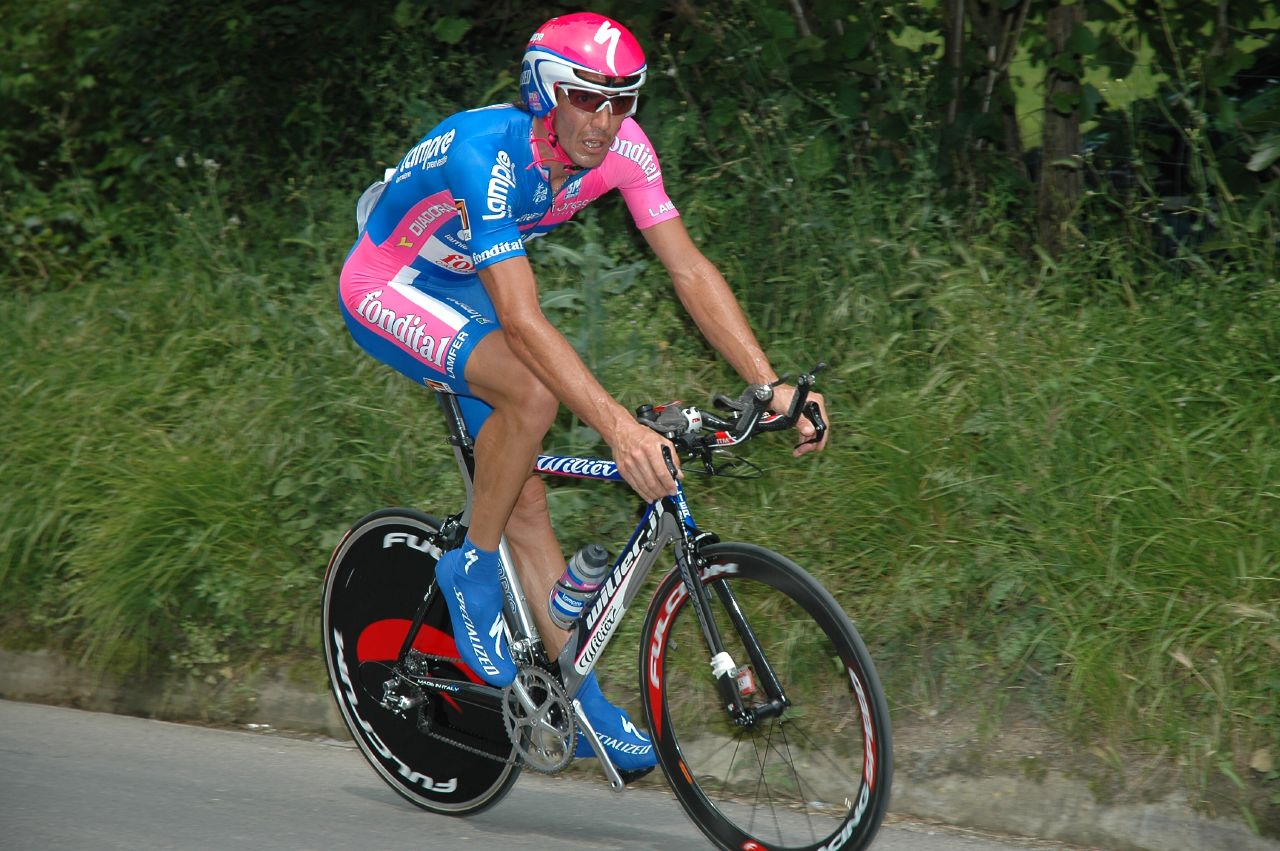
Paolo Fornaciari

Paolo Fornaciari (* 2. Februar 1971 in Viareggio) ist ein ehemaliger italienischer Radrennfahrer.
Fornaciari begann seine Profikarriere 1993 beim Team Mercatone Uno-Zucchini, bei dem er im vorausgegangenen Herbst als Stagiaire fuhr. Für dieses Team gewann er 1994 eine Etappe der Herald Sun Tour. Nach drei Jahren bei Mercatone wechselte er zu Saeco, wo er drei Jahre lang fuhr. Danach ging er zur Saison 1999 zu Mapei-Quick Step. Dort blieb er bis 2002 und fuhr ab der Saison 2003 wieder für Saeco. Von 2005 bis 2008 fuhr er für Lampre. Während seiner Karriere beendete er elf große Landesrundfahrten.

## Palmarès
1994
- eine Etappe Herald Sun Tour

## Grand-Tour-Platzierungen
| Grand Tour            | 1996 | 1997 | 1998 | 1999 | 2000 | 2001 | 2002 | 2003 | 2004 | 2005 | 2006 |
| --------------------- | ---- | ---- | ---- | ---- | ---- | ---- | ---- | ---- | ---- | ---- | ---- |
| Giro d’ItaliaGiro     | –    | –    | –    | –    | 79   | 112  | 92   | 94   | 100  | 148  | 126  |
| Tour de FranceTour    | 79   | DNF  | 90   | –    | –    | DNF  | –    | 112  | –    | –    | –    |
| Vuelta a EspañaVuelta | –    | –    | –    | –    | –    | –    | –    | –    | 117  | –    | –    |

## Teams
- 1992 Mercatone Uno-Zucchini (Stagiaire)
- 1993–1995 Mercatone Uno-Zucchini
- 1996–1998 Saeco
- 1999–2002 Mapei-Quick Step
- 2003–2004 Saeco
- 2005–2008 Lampre